# Écriture ibérique sud-orientale

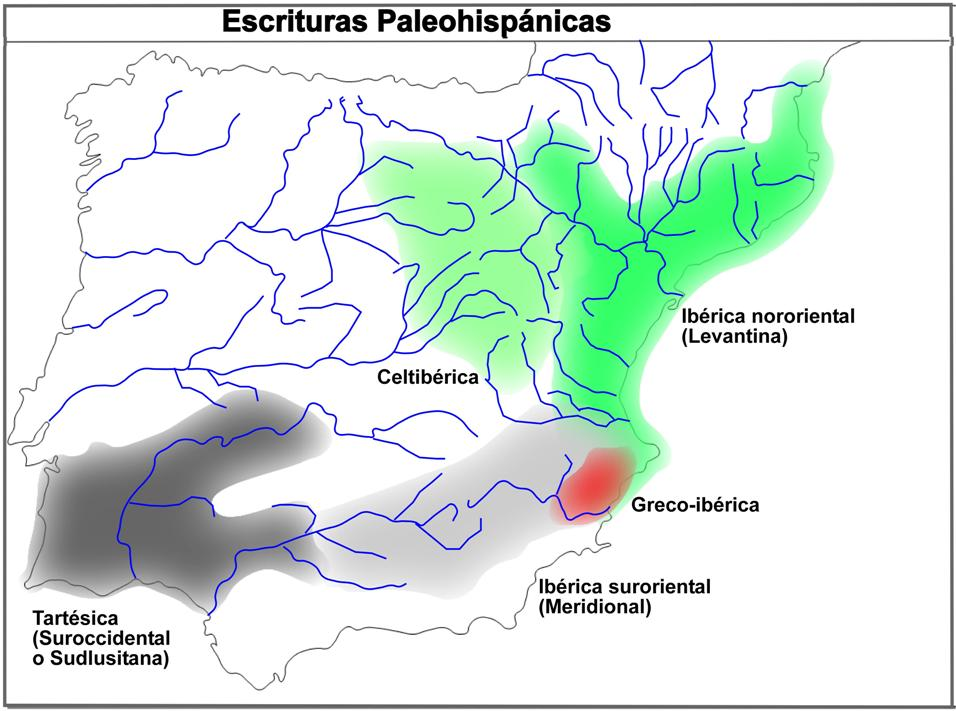
Écritures paléo-hispaniques.

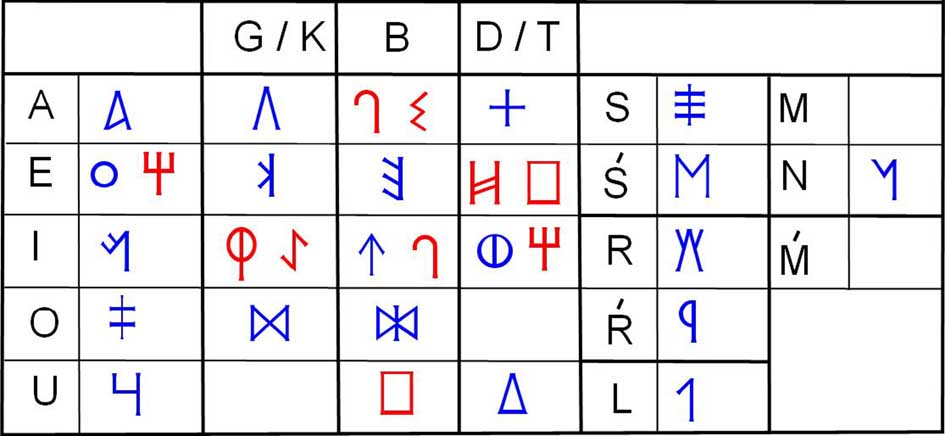
Écriture ibérique sud-orientale (Adaptée de Correa 2004).

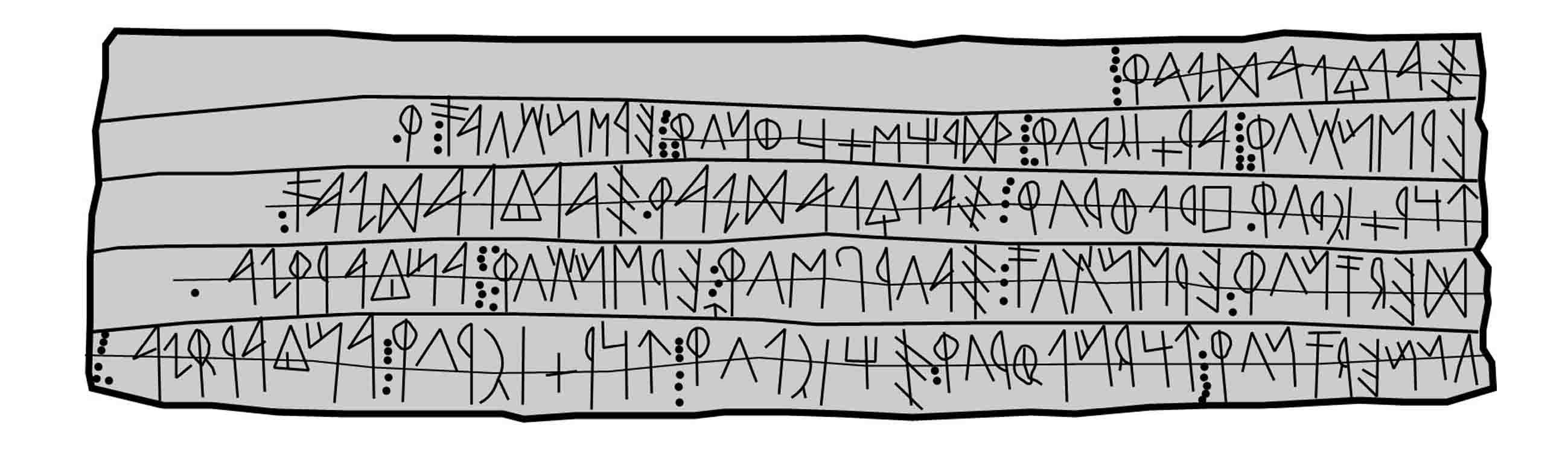
Tablette de plomb de La Bastida de las Alcusas (Moixent).

L'écriture ibérique sud-orientale (ou méridionale) est une écriture paléo-hispanique très similaire, tant par l’aspect des signes que par sa valeur à l'écriture du Sud-Ouest, qui représente une langue inconnue, mais comme l'écriture ibérique nord-orientale, représente une langue ibère.